# Синг, Джон Лайтон
Джон Лайтон Синг (23 марта 1897 года, Дублин — 30 марта 1995 года, Дублин) — ирландский математик и физик.

## Биография
Родился в 1897 году в Дублине, в протестантской семье и обучался в Андреевском колледже Дублина. Поступил в Дублинский Тринити-колледж в 1915 году. 
Выиграл конкурс на стипендию в первый год, хотя обычно стипендия давалась студентам третьего курса.
Будучи студентом он заметил нетривиальные ошибки в  учебнике математического анализа и уведомил о них автора — Уиттекера.
В 1919 году получил степень магистра по математике и экспериментальной физике, также получил золотую медаль за выдающиеся заслуги.
Синг был назначен на должность лектора в Тринити-колледже.
С 1920 по 1925 года, Синг был ассистентом профессора математики в Торонтском университете. 
Там он посещал лекции Людвика Зильберштейна по теории относительности. 
Это подтолкнуло его к написанию заметки "A system of space-time co-ordinates", вышедшей в Nature  в 1921 году.
Синг вернулся в Дублинский Тринити-колледж в 1925 году, где он получил позицию и был назначен на кафедру натурфилософии.
Вернулся в Торонто в 1930 году. 
Был назначен профессором прикладной математики и стал заведующим кафедрой прикладной математики. 
В 1940 году он руководил работой трёх китайских студентов, Го Юнхуай, Цянь Вэйчан и Линь Цзяцяо, которые впоследствии стали ведущими специалистами прикладной математики в Китае и США.
Часть 1939 года он провёл в Принстонском университете, а в 1941 году он был приглашённым профессором в университете Брауна. 
В 1943 году он был назначен председателем математического факультета Университета штата Огайо. 
Три года спустя он стал заведующим кафедры математики в Технологическом институте Карнеги в Питтсбурге, где Джон Нэш был одним из его учеников. 
В период между 1944 и 1945 годом, короткое время занимался математической баллистикой в ВВС США.
Вернулся в Ирландию в 1948 году и занял должность старшего профессора в школе теоретической физики Дублинского Института перспективных исследований.
Ушёл в отставку в 1972 году.
Умер 30 марта 1995 года в Дублине.

### Семья
Женился на Элеонор Мэйбл Аллен в 1918 году. 
Дочери: Маргарет (Пэгин), Кэтлин и Изабел родились в 1921, 1923 и 1930 годах, соответственно.
Дочь Синга Кэтлин Моравец также была известным математиком. 
Дядя Синга, Джон Миллингтон Синг был известным драматургом. 
Его дальний родственник Ричард Лоренс Миллингтон Синг получил в 1952 году Нобелевскую премию по химии. 
Его старший брат, Эдвард Хатчинсон Синг, был также удостоен стипендии в Тринити по математике, и, хотя его достижения часто оказывается в тени своего более знаменитого брата, он известен своими новаторскими работами в области оптики, особенно в ближнепольной оптической микроскопии.

## Вклад в науку
- Лемма Синга
- Повлиял на открытие метрики Шварцшильда.

## Признание
- Член Лондонского королевского общества в 1943 году.
- Член Королевского общества Канады.
- Член Ирландской королевской академии.
- Президент Ирландской королевской академии с 1961 до 1964 года.
- Первый лауреат Mедали Тори[англ.] Королевского общества Канады.
- Медаль Бойля[англ.] Королевского Общества Дублина[англ.] в 1972 году[10].
- Премия Синга[англ.] учреждена Королевским обществом Канады, в 1986 году.

## Избранные публикации
- Principal Directions in a Riemann Surface (англ.) // Proceedings of the National Academy of Sciences of the United States of America : journal. — 1922. — Vol. 8, no. 7. — P. 198—203. — doi:10.1073/pnas.8.7.198. — Bibcode: 1922PNAS....8..198S. — PMID 16586876. — PMC 1085093.
- Principal Directions in the Einstein Solar Field (англ.) // Proceedings of the National Academy of Sciences of the United States of America : journal. — 1922. — Vol. 8, no. 7. — P. 204—207. — doi:10.1073/pnas.8.7.204. — Bibcode: 1922PNAS....8..204S. — PMID 16586877. — PMC 1085094.
- A generalisation of the Riemannian line-element (англ.) // Trans. Amer. Math. Soc.. — 1925. — Vol. 27, no. 1. — P. 61—67. — doi:10.1090/s0002-9947-1925-1501298-7.
- The apsides of general dynamical systems (англ.) // Trans. Amer. Math. Soc.. — 1932. — Vol. 34, no. 3. — P. 481—522. — doi:10.1090/s0002-9947-1932-1501649-7.
- On the Expansion or Contraction of a Symmetrical Cloud under the Influence of Gravity (англ.) // Proceedings of the National Academy of Sciences of the United States of America : journal. — 1934. — Vol. 20, no. 12. — P. 635—640. — doi:10.1073/pnas.20.12.635. — Bibcode: 1934PNAS...20..635S. — PMID 16587921. — PMC 1076503.
- Geometrical optics – an introduction to Hamilton's method. Cambridge 1937.
- The absolute optical instrument (англ.) // Trans. Amer. Math. Soc.. — 1938. — Vol. 44, no. 1. — P. 32—46. — doi:10.1090/s0002-9947-1938-1501960-5.
- with Byron Griffith: Principles of Mechanics. McGraw Hill 1942, 3rd edn. 1959.
- The hypercircle in mathematical physics – a method for the solution of boundary value problems. Cambridge 1957[11].
- Classical dynamics. In: Siegfried Flügge (ed.): Handbuch der Physik – Prinzipien der klassischen Dynamik und Feldtheorie. 1960.
- Relativity – the General Theory. North Holland 1960[12].
- General Relativity. In: DeWitt (ed.): Relativity, Groups and Topology. Les Houches Lectures 1963.
- with Alfred Schild: Tensor Calculus. University of Toronto Press, 1949[13], rev. edn. 1956, 1964, corr. printing 1969, 1981; Dover, 1978, 2009.
- Relativity: The Special Theory. North Holland, 1956[14], 2nd edn. 1965, 1972.
- Talking about relativity. North Holland 1970.

## Внешние ссылки
- Джон Дж. О’Коннор и Эдмунд Ф. Робертсон. Синг, Джон Лайтон (англ.) — биография в архиве MacTutor.